# Schattseite (Gemeinde Straßburg)
Schattseite, früher Straßburg Schattseite, ist eine Ortschaft in der Stadtgemeinde Straßburg im Bezirk St. Veit an der Glan in Kärnten. In dem Ort leben 20 Menschen (Stand 1. Jänner 2024).

## Lage
Die Ortschaft liegt schattseitig im Gurktal, gegenüber des Gemeindehauptorts Straßburg-Stadt. Die heute noch bestehenden Höfe der Siedlung erstrecken sich weit verstreut über ein Gebiet mit einer Ost-West-Ausdehnung von etwa 3 Kilometern und einer Nord-Süd-Ausdehnung von etwa 1 ¾ km und in einer Lage von etwa 650 bis 1000 Meter Höhe.
Zum Ort gehören im Tal rechts der Gurk, südöstlich von Straßburg-Stadt die Filialkirche St. Stefan mit den nahegelegenen Häusern Göthe-Haus (Götte, Nr. 21), Altes Messnerhaus (Nr. 22) und einem Haus ohne Vulgonamen (Nr. 23). Am Hang, vom südwestlichen Ortsrand von Straßburg-Stadt aus erreichbar, liegt die Taumberger-Hube (Tonberger, Nr. 1). Von der Gunzenberger Landesstraße L67b aus erreichbar sind einige Häuser schattseitig in Hanglage - Obere Pirker-Hube (Nr. 2, 3), Pfos-Hube (Pfoss, Nr. 4, 7), Merl-Hube (Mörl, Nr. 8), Obere Preinegger-Hube (Nr. 9) - sowie einige Häuser am Bergrücken, nahe der Gemeindegrenze zu Mölbling: Kogelnig-Hube (Gukelnig, Nr. 5), Prierissl-Keusche (Bririesel, Nr. 6) und Neu-Keusche (Mauritzen-Keusche, Nr. 19). Etwas weiter im Osten am Hang, von Mellach aus erreichbar, befinden sich die Untere Steiner-Hube (Nr. 11) und die Obere Steiner-Hube (Nr. 12).

## Filialkirche St. Stefan
Die katholische Filialkirche hl. Stefan ist im Kern romanisch mit einer barocken Apsis. Die von einem Friedhof mit einer Mauer umgebene Kirche wurde 1741 umgebaut, der Hochaltar ist von 1759 (Listeneintrag). 

## Geschichte
Seit Gründung der Ortsgemeinden Mitte des 19. Jahrhunderts gehört Schattseite zur Gemeinde Straßburg. 
Vorübergehend wies man im 19. Jahrhundert, bei der Volkszählung 1880, die gegenüber von St. Georgen gelegenen Höfe als eigene Ortschaft St. Georgen (Schattseite) aus. Am schattseitigen Hang bis hinauf zur Anhöhe in der Nähe von Gunzenberg lagen unter anderem die Höfe Grabenkeusche, Lebzelterkeusche, Unterbösenbacher (Unterer Pessenbacher), Oberbösenbacher (Oberer Pessenbacher), Sepp im Eck und Antowitzer. Von den genannten Höfen existiert heute nur mehr die Grabenkeusche.

## Bevölkerungsentwicklung
Für die Ortschaft ermittelte man folgende Einwohnerzahlen:
- 1869: 19 Häuser, 125 Einwohner[2]
- 1880: Straßburg (Schattseite) 10 Häuser, 55 Einwohner; St. Georgen (Schattseite) 9 Häuser, 31 Einwohner[3]
- 1890: 14 Häuser, 81 Einwohner[4]
- 1900: 14 Häuser, 80 Einwohner[5]
- 1910: 13 Häuser, 72 Einwohner[6]
- 1923: 13 Häuser, 68 Einwohner[7]
- 1934: 85 Einwohner[8]
- 1951: 10 Häuser, 66 Einwohner[9]
- 1961: 14 Häuser, 58 Einwohner[10]
- 2001: 15 Gebäude (davon 8 mit Hauptwohnsitz) mit 16 Wohnungen; 28 Einwohner und 6 Nebenwohnsitzfälle; 11 Haushalte; 0 Arbeitsstätten, 5 land- und forstwirtschaftliche Betriebe[11]
- 2011: 13 Gebäude, 35 Einwohner, 12 Haushalte, 1 Arbeitsstätte[12]
- 2021: 12 Gebäude, 23 Einwohner, 10 Haushalte, 6 Arbeitsstätten[13]